# Nuoto ai Giochi della XXXI Olimpiade - 200 metri dorso maschili
La gara dei 200 metri dorso maschili dei Giochi della XXXI Olimpiade si è svolta il 10 e l'11 agosto 2016.

## Record
Prima della competizione i record mondiale e olimpico erano i seguenti:
| Record mondiale | 1'51"92 | Aaron Peirsol Stati Uniti | 31 luglio 2009 Roma, Italia       |
| Record olimpico | 1'53"41 | Tyler Clary Stati Uniti   | 2 agosto 2012 Londra, Regno Unito |

## Risultati

### Batterie
| Posizione | Batteria | Corsia | Nome               | Nazionalità             | Tempo   | Note |
| --------- | -------- | ------ | ------------------ | ----------------------- | ------- | ---- |
| 1         | 2        | 4      | Evgenij Rylov      | Russia                  | 1:55.02 | Q    |
| 2         | 2        | 5      | Xu Jiayu           | Cina                    | 1:55.51 | Q    |
| 3         | 4        | 4      | Mitch Larkin       | Australia               | 1:56.01 | Q    |
| 4         | 3        | 4      | Ryan Murphy        | Stati Uniti             | 1:56.29 | Q    |
| 5         | 3        | 5      | Jacob Pebley       | Stati Uniti             | 1:56.44 | Q    |
| 6         | 2        | 3      | Jan-Philip Glania  | Germania                | 1:56.50 | Q    |
| 6         | 4        | 7      | Andrey Shabasov    | Russia                  | 1:56.50 | Q    |
| 8         | 4        | 3      | Ryōsuke Irie       | Giappone                | 1:56.61 | Q    |
| 9         | 2        | 2      | Christian Diener   | Germania                | 1:56.62 | Q    |
| 10        | 4        | 6      | Josh Beaver        | Australia               | 1:56.65 | Q    |
| 11        | 3        | 6      | Li Guangyuan       | Cina                    | 1:56.85 | Q    |
| 12        | 4        | 1      | Leonardo de Deus   | Brasile                 | 1:57.00 | Q    |
| 13        | 2        | 6      | Masaki Kaneko      | Giappone                | 1:57.19 | Q    |
| 14        | 3        | 2      | Hugo González      | Spagna                  | 1:57.50 | Q    |
| 15        | 4        | 8      | Corey Main         | Nuova Zelanda           | 1:57.51 | Q    |
| 16        | 3        | 3      | Yakov Toumarkin    | Israele                 | 1:57.58 | Q    |
| 17        | 4        | 5      | Radosław Kawęcki   | Polonia                 | 1:57.61 |      |
| 18        | 1        | 4      | Robert Glință      | Romania                 | 1:57.91 |      |
| 19        | 2        | 7      | Ádám Telegdy       | Ungheria                | 1:59.09 |      |
| 20        | 1        | 5      | Rexford Tullius    | Isole Vergini Americane | 1:59.14 |      |
| 21        | 4        | 2      | Danas Rapšys       | Lituania                | 1:59.58 |      |
| 22        | 3        | 1      | Dávid Földházi     | Ungheria                | 1:59.69 |      |
| 22        | 3        | 8      | Omar Pinzón        | Colombia                | 1:59.69 |      |
| 24        | 3        | 7      | Apostolos Christou | Grecia                  | 1:59.78 |      |
| 25        | 2        | 1      | Mikita Tsmyh       | Bielorussia             | 2:00.96 |      |
| 26        | 1        | 3      | Boris Kirillov     | Azerbaigian             | 2:05.01 |      |

### Semifinali
| Posizione | Semifinale | Corsia | Nome              | Nazionalità   | Tempo   | Note |
| --------- | ---------- | ------ | ----------------- | ------------- | ------- | ---- |
| 1         | 2          | 4      | Evgenij Rylov     | Russia        | 1:54.45 | Q    |
| 2         | 2          | 5      | Mitch Larkin      | Australia     | 1:54.73 | Q    |
| 3         | 2          | 3      | Jacob Pebley      | Stati Uniti   | 1:54.92 | Q    |
| 4         | 1          | 5      | Ryan Murphy       | Stati Uniti   | 1:55.15 | Q    |
| 5         | 1          | 4      | Xu Jiayu          | Cina          | 1:55.66 | Q    |
| 6         | 2          | 7      | Li Guangyuan      | Cina          | 1:55.92 | Q    |
| 7         | 1          | 6      | Ryōsuke Irie      | Giappone      | 1:56.31 | Q    |
| 8         | 2          | 2      | Christian Diener  | Germania      | 1:56.37 | Q    |
| 9         | 1          | 3      | Jan-Philip Glania | Germania      | 1:56.53 |      |
| 10        | 1          | 2      | Josh Beaver       | Australia     | 1:56.57 |      |
| 11        | 2          | 1      | Masaki Kaneko     | Giappone      | 1:56.78 |      |
| 12        | 2          | 6      | Andrey Shabasov   | Russia        | 1:56.84 |      |
| 13        | 1          | 7      | Leonardo de Deus  | Brasile       | 1:57.67 |      |
| 14        | 2          | 8      | Corey Main        | Nuova Zelanda | 1:58.08 |      |
| 15        | 1          | 8      | Yakov Toumarkin   | Israele       | 1:58.63 |      |
| 16        | 1          | 1      | Hugo González     | Spagna        | 1:59.08 |      |

### Finale
| Posizione | Corsia | Nome             | Nazionalità | Tempo   | Note |
| --------- | ------ | ---------------- | ----------- | ------- | ---- |
| Oro       | 6      | Ryan Murphy      | Stati Uniti | 1:53.62 |      |
| Argento   | 5      | Mitch Larkin     | Australia   | 1:53.96 |      |
| Bronzo    | 4      | Evgenij Rylov    | Russia      | 1:53.97 |      |
| 4         | 2      | Xu Jiayu         | Cina        | 1:55.16 |      |
| 5         | 3      | Jacob Pebley     | Stati Uniti | 1:55.52 |      |
| 6         | 7      | Li Guangyuan     | Cina        | 1:55.89 |      |
| 7         | 8      | Christian Diener | Germania    | 1:56.27 |      |
| 8         | 1      | Ryōsuke Irie     | Giappone    | 1:56.36 |      |